# Pierre Fulke
Pierre Fulke, né le 21 février 1971 à Nyköping, est un joueur de golf suédois

## Club

### Ryder Cup
- Victoire lors des Ryder Cup 2002, Ryder Cup 2006

## Palmarès

### Circuit Européen
- 1999 Trophée Lancôme
- 2000 Scottish PGA Championship, Volvo Masters

### Autres
- 1992 Stiga Open, Audi Quattro Trophy (Challenge Tour)

### Compétitions disputées par équipes
Professionnel
- Coupe du monde (Angleterre): 2000